# Giovanna Carollo
Giovanna Carollo (Palermo, 3 gennaio 1968) è una giornalista e conduttrice televisiva italiana.

## Biografia
Giornalista professionista dal 1993, lavora nella città natale Palermo a cavallo tra gli anni '80 e '90 sia per testate giornalistiche televisive che cartacee, dove si occupa anche di cronaca. Nei primi anni '90 lavora per Panorama e L'Indipendente. Nel 1996 entra in Rai curando la rubrica del TG1 L'agenda. Dal 1996 al 1999 lavora nel Giornale Radio Rai con il direttore Paolo Ruffini. Dal 1999 al 2010 lavora per Rai International. Nei primi anni 2000 ha anche lavorato in diversi notiziari e trasmissioni televisive dedicate alla politica. Dal 2010 fa parte della redazione di Rai Sport, dove lavora anche come conduttrice. Ha preso parte alle trasmissioni Tg Sport, Stadio Sprint (2010), Il processo del lunedì (2013), e Mattina Mondiale (2014). È volto di Rai Sport dove dal 2018 al 2021 conduce "90ºminuto del Sabato". Successivamente nel 2021-2022 affianca Marco Lollobrigida alla conduzione di 90º minuto e nel 2022-2023 conduce il Tg Sport che precede 90º minuto per cui ora lavora nella redazione.